# Wiercipięta
Wiercipięta (ang. Leave It to Beaver) – amerykański film familijny z 1997 roku w reżyserii Andy'ego Cadiffa. Wyprodukowany przez Universal Pictures.

## Opis fabuły
Ojciec obiecuje kupić 8-letniemu Theodore'owi wymarzony rower pod warunkiem, że zacznie on grać w futbol. Chłopiec okazuje się jednak kiepskim zawodnikiem. Potajemnie rezygnuje z treningów.

## Obsada
- Christopher McDonald as Ward Cleaver
- Janine Turner jako June Cleaver
- Cameron Finley jako Theodore "Beaver" Cleaver
- Erik von Detten jako Wallace "Wally" Cleaver
- Adam Zolotin jako Eddie Haskell
- Barbara Billingsley jako ciocia Martha
- Ken Osmond jako Eddie Haskell, Sr.
- Frank Bank jako Frank
- Erika Christensen jako Karen
- Alan Rachins jako Fred Rutherford
- E.J. de la Peña jako Larry Mondello
- Justin Restivo jako Lumpy
- Geoff Pierson jako trener Gordon
- Louis Martin Braga jako Gilbert Bates